# Michigan Wolverines
Michigan Wolverines – nazwa drużyn sportowych Uniwersytetu Michigan, biorących udział w akademickich rozgrywkach organizowanych przez National Collegiate Athletic Association.

## Futbol akademicki
Najbardziej popularnym sportem na uniwersytecie jest futbol akademicki. Początki drużyny sięgają 1879 roku. Od tego czasu futboliści zdobyli 12 razy mistrzostwo NCAA, ostatnio w 1997. Trzech zawodników drużyny zdobyło najbardziej prestiżową nagrodę indywidualną Heisman Trophy, przyznawaną co roku najlepszym akademickim graczom futbolowym. Ośmiu byłych zawodników Wolverines, zostało przyjętych do Pro Football Hall of Fame.

## Hokej na lodzie
Zawodnikami klubu byli m.in. John Madden, Andy Hilbert, Eric Nystrom, Shawn Horcoff, Mike Komisarek, Michael Cammalleri, David Moss, Matt Hunwick, Carl Hagelin, Max Pacioretty, Aaron Palushaj, Jacob Trouba.

## Mistrzostwa
Najbardziej utytułowaną drużyną jest drużyna futbolowa.
- Futbol akademicki: 1901, 1902, 1903, 1904, 1918, 1923, 1932, 1933, 1947, 1948, 1997, 2023
- Hokej na lodzie: 1948, 1951, 1952, 1953, 1955, 1956, 1964, 1996, 1998
- Baseball: 1953, 1962
- Koszykówka: 1989